# Gyllene cirkeln (turistrutt)

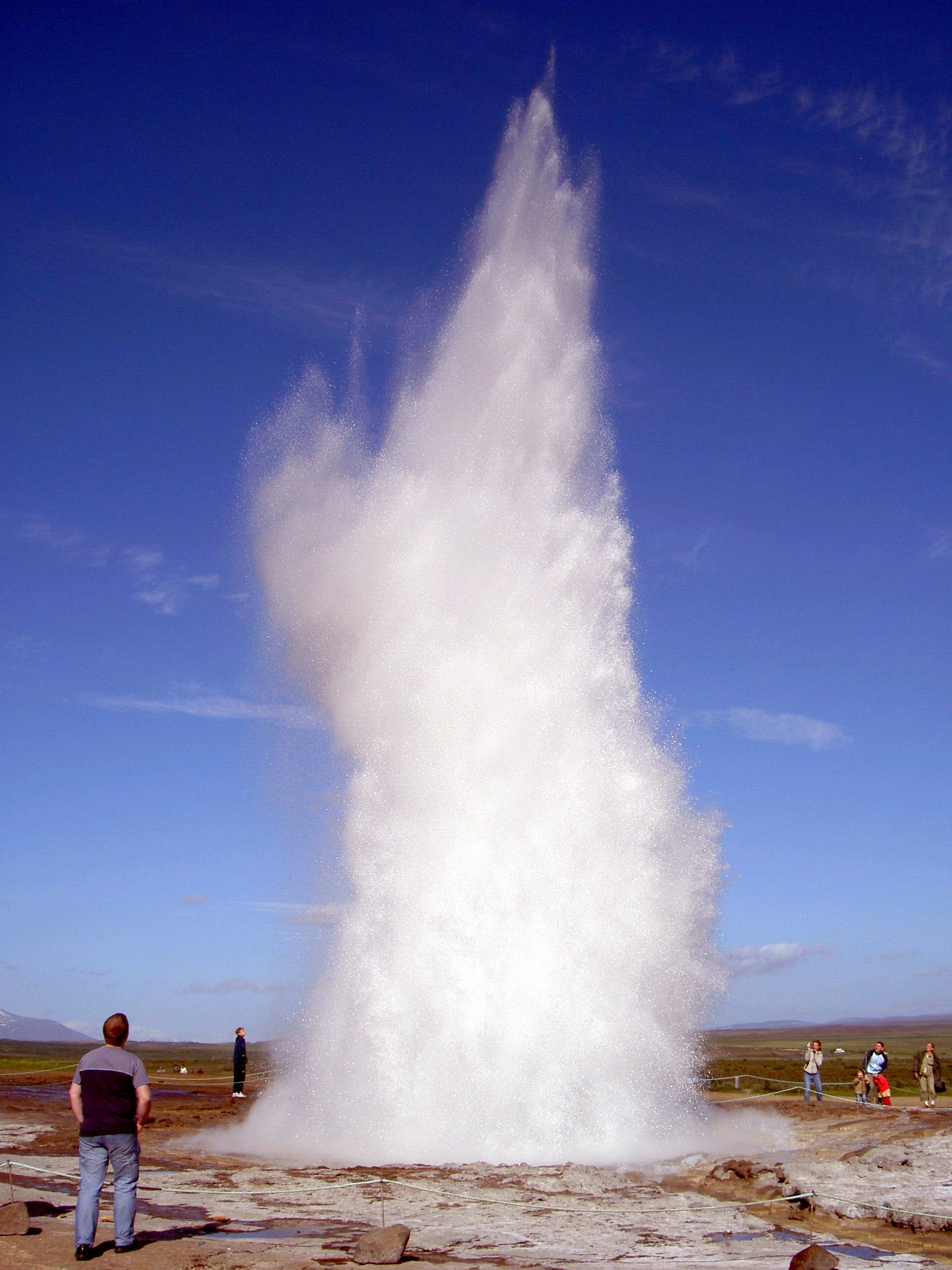
Gejsern Strokkur.

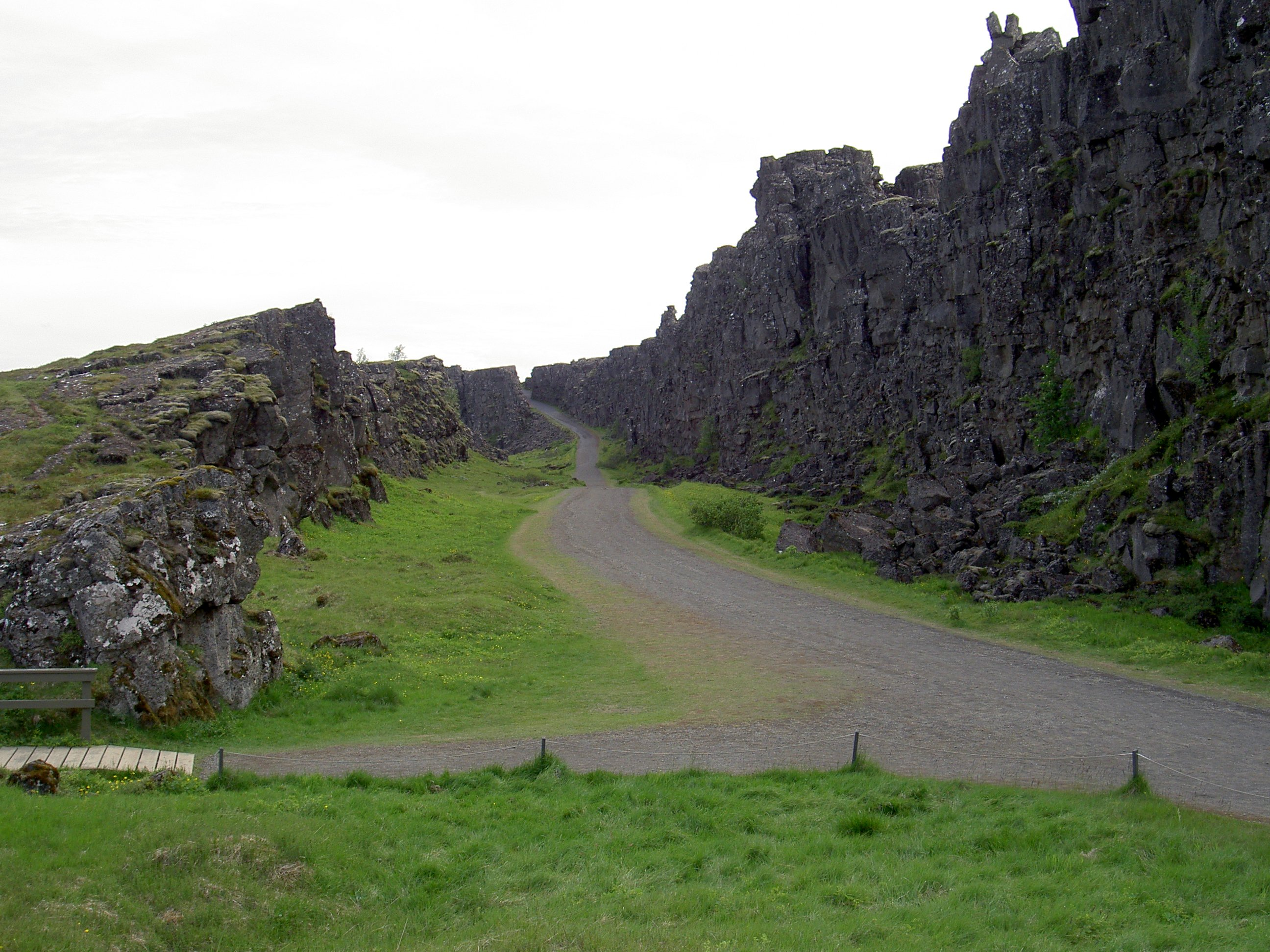
Thingvellir.

Gyllene cirkeln (isländska: Gullni hringurinn) är en turistrutt på sydvästra Island. Många turistbussar kör denna cirka 30 mil långa slinga, i form av dagsturer som utgår från Reykjavik. I regel inkluderar dessa dagsturer tre huvudsevärdheter: Geysir, Þingvellir och Gullfoss.

## Geysir
I dalen Haukadalur, ett geotermiskt aktivt område, ligger de två gejsrarna Strokkur och Geysir. Den senare har gett upphov till den internationella benämningen på sprutande varma källor. Strokkur får utbrott ungefär var femte minut, som når en höjd mellan 15 och 40 meter. Geysirs utbrott började igen efter en jordbävning år 2000, sedan den hade haft ett uppehåll i många år. Utbrotten sker mer sällan än Strokkurs, endast ett par gånger dagligen.

## Þingvellir

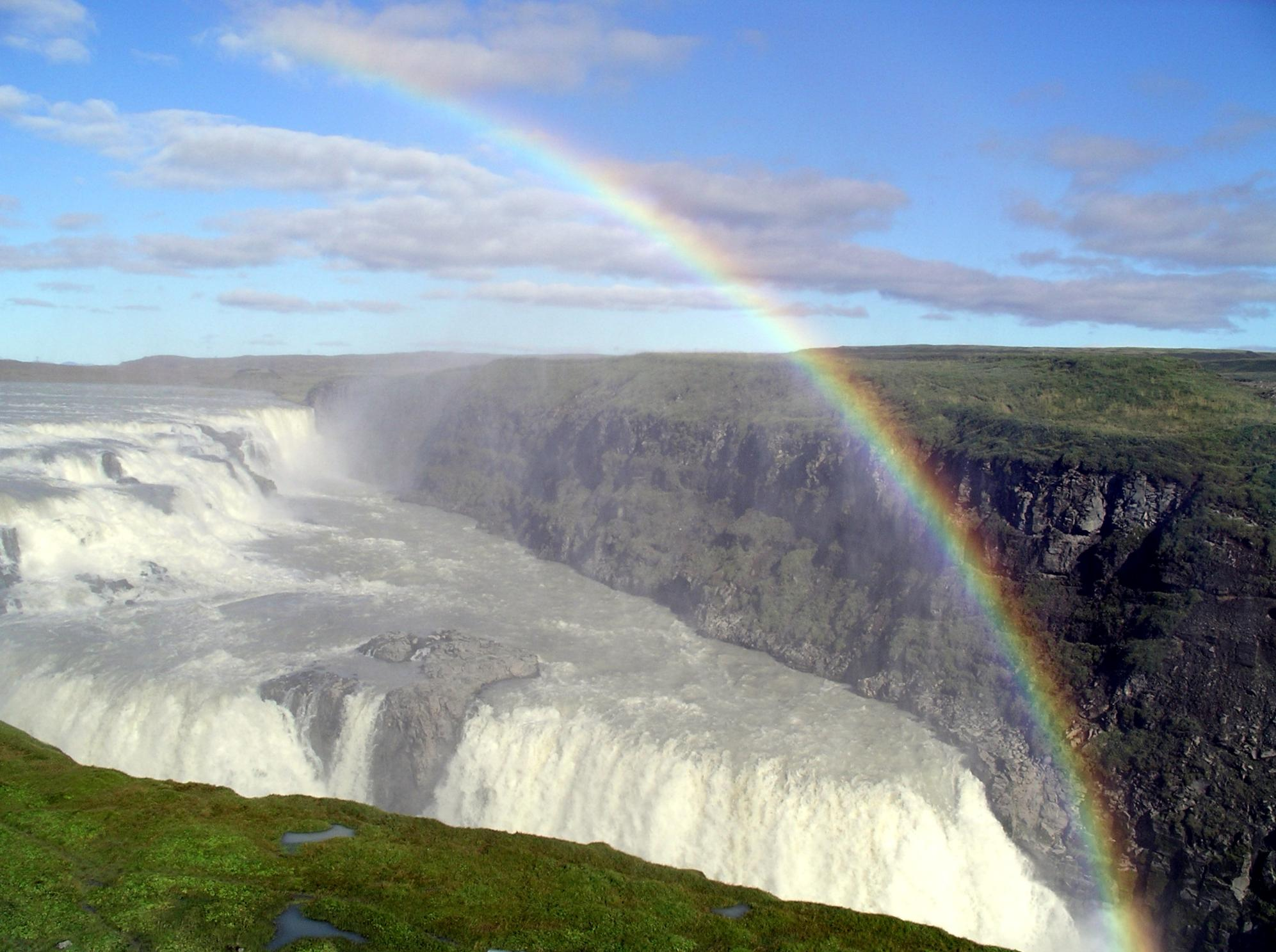
Gullfoss.

I nationalparken Þingvellir, i Bláskógabyggð, finns gravsänkan som markerar Mittatlantiska ryggen, där kontinentalplattorna möts, som löper tvärs igenom Island. Där ligger också Islands största sjö, Þingvallavatn.
Mellan år 930 och 1798 var Þingvellir mötesplatsen för Islands parlament, Alltinget, och år 1930 grundades nationalparken för att bevara det som fanns kvar från den tiden.

## Gullfoss
Gullfoss (Guldfallet eller Guldfors på svenska) är det största vattenfallet på Island och finns i floden Hvítá. Det faller i två etapper, först 11 och sedan 21 meter, ner i en 30 meter djup, 20 meter bred och 2,5 kilometer lång spricka.

## Övriga sevärdheter
Utöver de tre huvudsakliga sevärdheterna ingår i turistrutten ibland också stopp vid de geotermiska områdena Reykjadalur och Gamla laugin samt kratern Kerið.